# Vivitar
Vivitar és una marca històrica de fotografia, fabricant d'objectius, flaixos i altres complements: l'empresa s'originà l'any 1938 a Califòrnia com a Ponder & Best, nom dels dos fundadors, Max Ponder i John Best; el 1964 la rebatejaren Vivitar Corporation i, entre 1970 i 1990, guanyaren renom com a tercera marca d'objectius de qualitat, econòmics i en qualsevol muntura d'objectiu, representats per la línia Series 1; el 1985, els propietaries vengueren l'empresa a una altra companyia fotogràfica, Hanimex, sota la qual visqué un declivi que acabà l'any 2008 amb l'adquisició de la marca per Sakar International, la qual l'utilitza per a comercialitzar productes menors com filtres, teleconversors o càmera compacta.

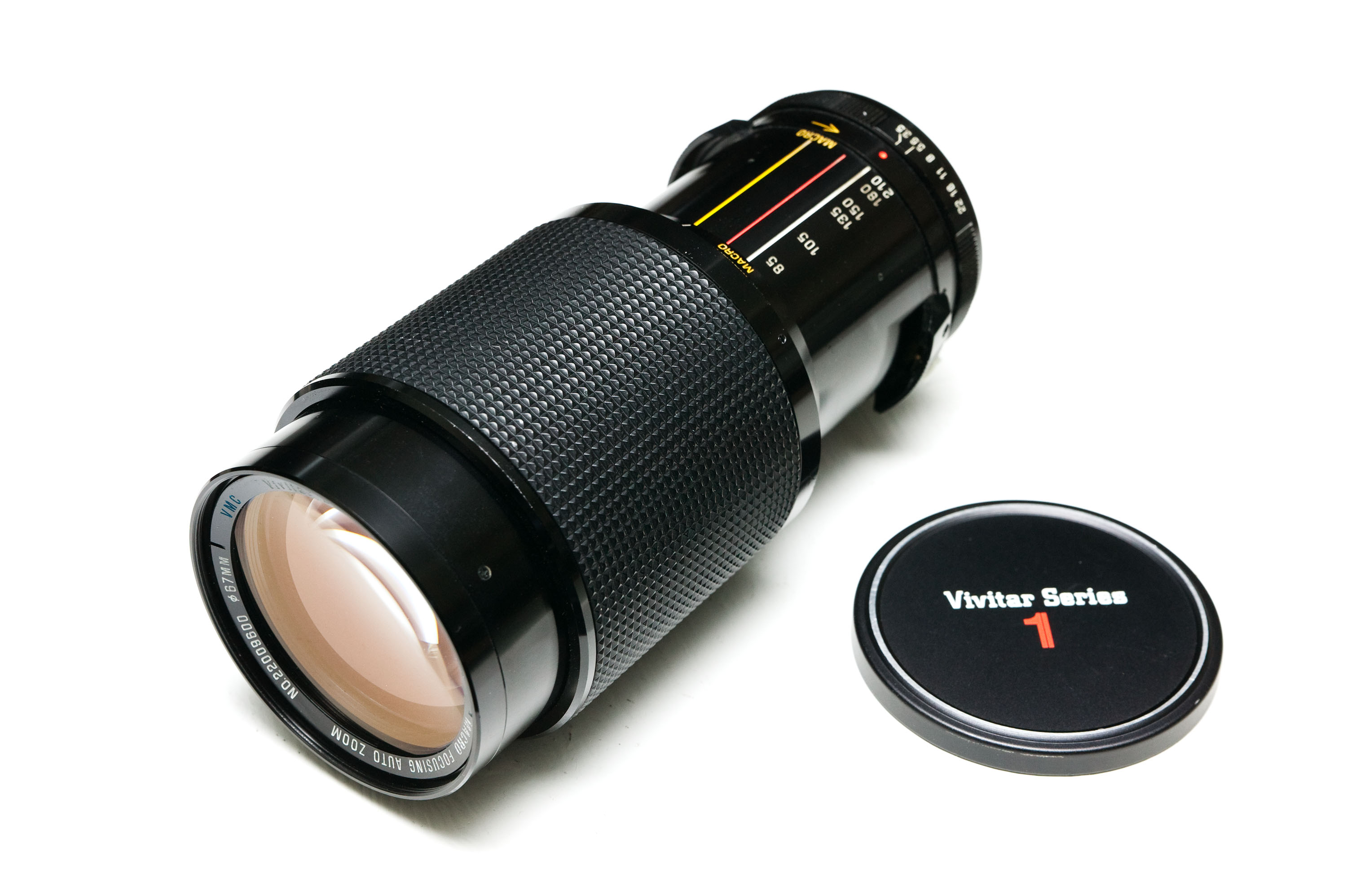
Series 1 3.5/70-210
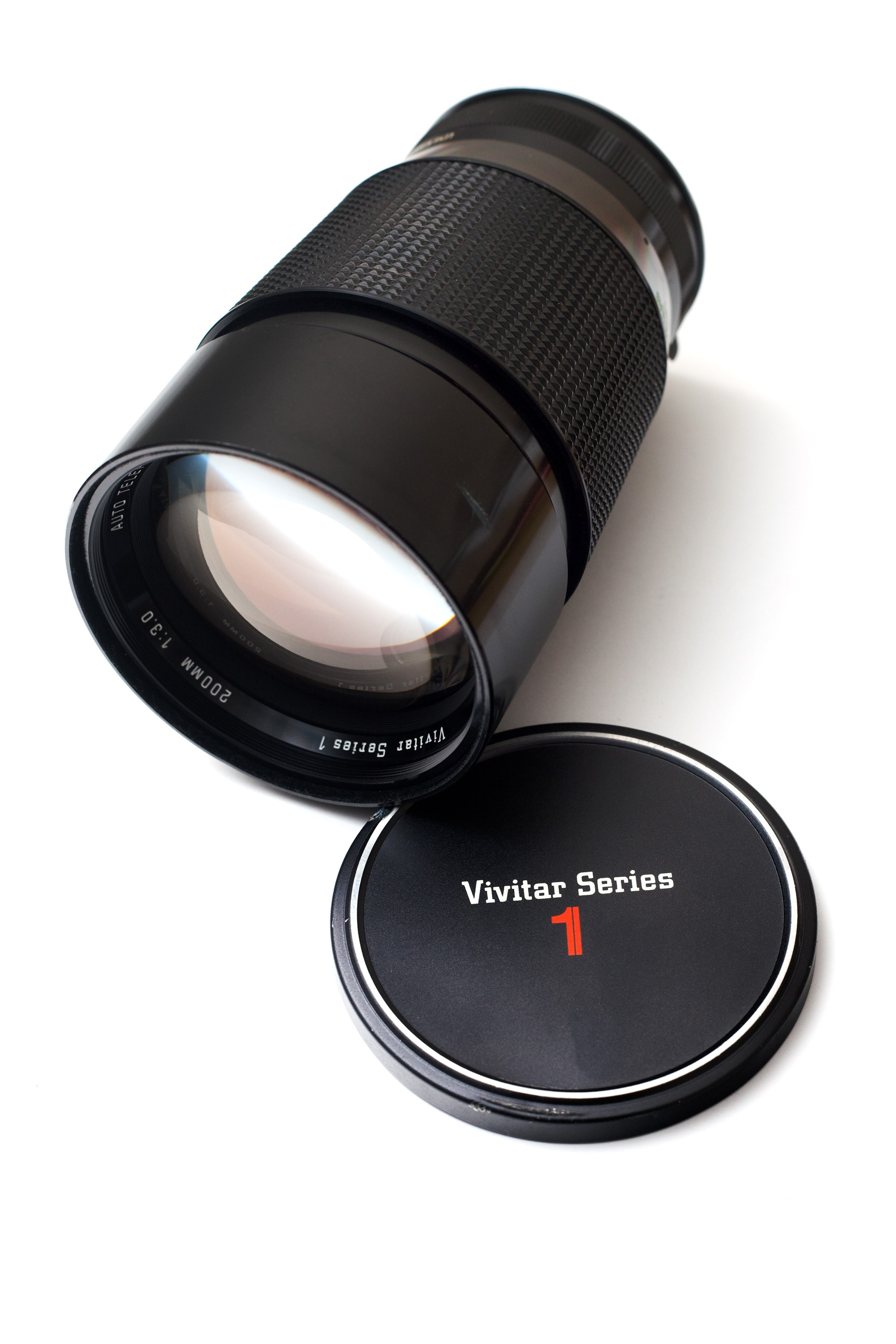
Series 1 3.5/200